# اچ‌ام‌اس پی۶۱۱
اچ‌ام‌اس پی۶۱۱ (به انگلیسی: HMS P611) یک زیردریایی بود که طول آن ۶۴ متر (۲۱۰ فوت) بود. این زیردریایی در سال ۱۹۴۰ ساخته شد.